# Friedrich Mastny
Friedrich Mastny (geboren am 11. März 1921; gestorben am 2. November 1943 in Wien) war ein österreichischer Handelsangestellter und Widerstandskämpfer gegen das NS-Regime. Er wurde von der NS-Justiz zum Tode verurteilt und im Wiener Landesgericht hingerichtet.

## Leben und Werk
Mastny war von früher Jugend an bei den Kinderfreunden aktiv, dann bei den Roten Falken. Dort lernte er Ernst Burger kennenlernte, der ihn nach der Niederlage der Sozialdemokratie im Februar 1934 zum Kommunistischen Jugendverband (KJVÖ) brachte. Ab 1938 gehörte er der Wiener Leitung des KJVÖ an und war auch bei der Herausgabe und Verbreitung illegaler Zeitungen wie Die rote Jugend beteiligt. Mastny war auch Mitglied einer Widerstandsgruppe, die Brand- und Sabotageanschläge plante und auch durchführte. 1941 schloss er sich – gemeinsam mit Elfriede Hartmann, Felix Imre, Gertrude Müller, Franz Reingruber, Walter Kämpf u. a. – der KJVÖ-Gruppe Der Soldatenrat an, die auf einem selbstgefertigten Abziehapparat illegale Zeitungen, Streuzettel und kommunistische Flugblätter herstellte. Von eingerückten Genossen (wie dem Gefreiten Mastny) erhielt die Gruppe Feldpostanschriften von Soldaten, denen sie das Agitationsmaterial zusandte.
Mastny wurde mutmaßlich im Mai 1942 verhaftet. Am 22. September 1943 wurde er vom Volksgerichtshof in Krems an der Donau zum Tode verurteilt und am 2. November 1943 im Wiener Landesgericht durch das Fallbeil hingerichtet.

## Gedenken
Im November 1956 wurde an seinem früheren Wohnhaus in Wien-Penzing, Gurkgasse 51, eine Gedenktafel für Friedrich Mastny enthüllt. Sein Name findet sich auf der Gedenktafel im ehemaligen Hinrichtungsraum des Wiener Landesgerichts. Er ist in der Schachtgräberanlage der Gruppe 40 (Reihe 25/Grab 190) des Wiener Zentralfriedhofes bestattet.
Im Jahr 1989 wurde die Mastnygasse in Hadersdorf nach ihm benannt.